# HAProxy
HAProxy는 여러 서버에 대해 요청을 확산시키는 TCP 및 HTTP 기반 애플리케이션들을 위해 고가용성 로드밸런서와 리버스 프록시를 제공하는 자유-오픈 소스 소프트웨어이다. C 프로그래밍 언어로 개발되어 있으며 빠르고 효율적인 것으로 유명하다(프로세서 및 메모리 사용률 면에서).

## 버전
| 버전                                                      | 날짜             |
| --------------------------------------------------------- | ---------------- |
| 1.0                                                       | 2001년 12월 16일 |
| 1.1                                                       | 2002년 3월 10일  |
| 1.2                                                       | 2003년 9월 9일   |
| 1.3                                                       | 2016년 3월 14일  |
| 1.4                                                       | 2016년 3월 14일  |
| 1.5                                                       | 2016년 12월 25일 |
| 1.6                                                       | 2018년 1월 2일   |
| 1.7                                                       | 2018년 4월 30일  |
| 1.8 LTS                                                   | 2018년 9월 20일  |
| 1.9                                                       | 2018년 12월 19일 |
| 2.0 LTS                                                   | 2019년 6월 16일  |
| 2.1                                                       | 2019년 11월 25일 |
| 2.2 LTS                                                   | 2020년 7월 7일   |
| 2.3                                                       | 2020년 11월 5일  |
| 2.4 LTS                                                   | 2021년 5월 14일  |
| 2.5                                                       | 2021년 11월 23일 |
| 2.6 LTS                                                   | 2022년 5월 31일  |
| 2.7                                                       | 2022년 12월 1일  |
| 2.8 LTS                                                   | 2023년 5월 31일  |
| 2.9                                                       | 2023년 12월 5일  |
| 3.0 LTS                                                   | 2024년 5월 29일  |
| 3.1                                                       | 2024년 11월 26일 |
| 오래된 버전 오래된 버전, 현재 지원 중 현재 버전 배포 예정 |                  |

## 같이 보기
- LAMP (소프트웨어 번들)